# Zaštićeni prirodni predio Pliva, Janj s rezervatom Janjske otoke
Pliva i Janj s rezervatom Janjske otoke predstavljaju zaštićeni prirodni predio na području Bosne i Hercegovine. U ovaj dio potpada čitavo područje rijeke Janj od svog izvora u blizini sela Babići, pa do ušća u rijeku Plivu kod Šipova.